# (1426) Riviera
(1426) Riviera ist ein Asteroid des Hauptgürtels, der am 1. April 1937 von der französischen Astronomin Marguerite Laugier in Nizza entdeckt wurde.
Der Name des Asteroiden steht für die französische Region Riviera.